# Wolfsnächte (Roman)
Wolfsnächte (im Original Hold the Dark) ist ein Roman von William Giraldi, der am 26. Februar 2015 veröffentlicht wurde und am 27. Februar 2016 in einer deutschen Übersetzung von Nicolai von Schweder-Schreiner bei Hoffmann und Campe erschien. Es handelt sich bei Wolfsnächte um das erste in deutscher Übersetzung erschienene Buch von Giraldi.

## Inhalt

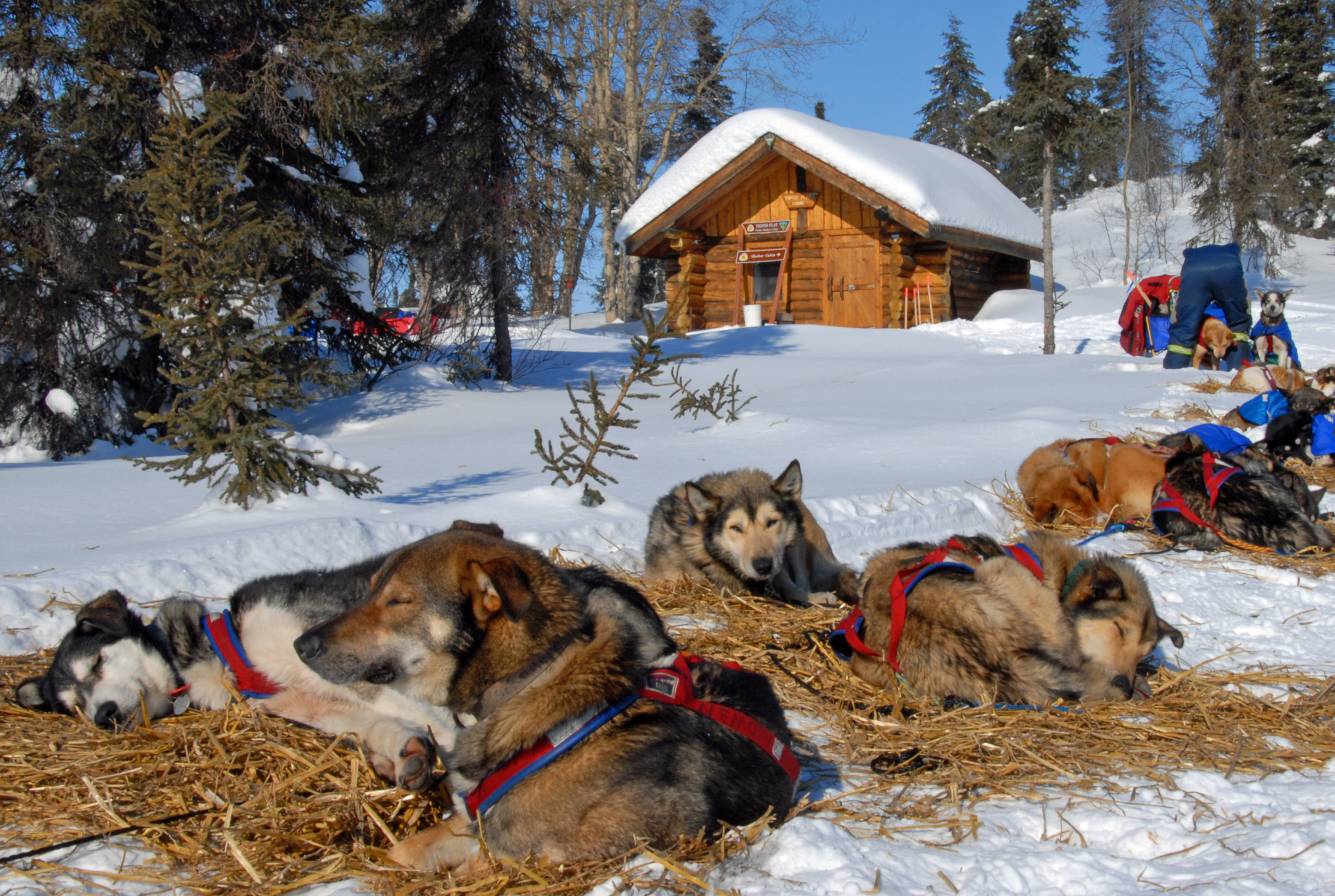
Handlungsort des Romans: Alaska im Winter

Der 60-jährige Russel Core hat sich als Naturschriftsteller einen Namen gemacht und jahrelang das Leben von Wölfen erforscht. Russel ist von seinem Leben enttäuscht, denn er hat immer in eine Zukunft investiert, die ihn jedoch zu vergessen scheint. Eines Tages bittet ihn Medora Slone, eine in Alaska lebende Frau, den Tod ihres Sohnes Bailey aufzuklären, der von Wölfen angefallen und getötet worden sein soll.  In dem Brief erfährt er, dass Medora wenigstens die Knochen ihres Kindes begraben möchte. Da Russell Core Wölfe wie kein anderer kennt, bezweifelt er, dass es wirklich Wölfe waren, die den sechsjährigen Jungen getötet haben. Russel erkennt, dass die Aufklärung dieses Falles das ist, worauf er schon lange gewartet hat. Er kommt der Bitte Medoras nach und macht sich, ohne genau zu wissen, was er eigentlich tut, auf den Weg nach Alaska.
Als Russel die scheinbar trauernde Mutter im winterlichen Keelut, einer kleinen Stadt in der alaskischen Tundra, aufsucht, spürt er sofort, dass hier nicht alles so ist, wie es zu sein scheint. Als Medora dann noch über Nacht spurlos verschwindet, vermutet er, dass sie selbst es gewesen sein könnte, die ihren Sohn getötet hat. Er wird den Verdacht nicht los, dass über Keelut und seinen Wäldern ein unheilbringendes Geheimnis liege. Der Sog des Unerklärlichen ist jedoch so stark, dass er sich dennoch in Lebensgefahr begibt und gemeinsam mit Detective Mariam auf den Weg durch das winterliche Nirgendwo macht, um Medora zu finden, bevor ihr Mann Vernon es tut, der gerade eben erst verletzt aus einem Krieg heimgekehrt ist und nun versucht, mit aller Brutalität die Ermittlungsarbeit zu verhindern, was für Russel und seinen Gefährten ebenfalls unverständlich ist.

## Autor und Übersetzung
William Giraldi (* 1974) unterrichtet an der Universität von Boston und ist leitender Literaturredakteur der Zeitschrift AGNI. Zudem schreibt Giraldi regelmäßig Kritiken für The New York Times Book Review. Giraldi debütierte 2011 mit Busy Monsters als Romancier, war im selben Jahr mit seinem Artikel The Physics of Speed Finalist im Rahmen des National Magazine Awards in der Kategorie Essays und Kritiken und erhielt für sein Essay Freaky Beasts den Pushcart Prize.
Die deutsche Übersetzung des Romans Wolfsnächte stammt von Nicolai von Schweder-Schreiner.

## Interpretation
Der Protagonist des Romans, Russel Core, ist Naturschriftsteller, der sich auf das Beschreiben von Wölfen spezialisiert hat, und damit ein guter und grundsätzlich objektiver Beobachter ist. Im angloamerikanischen Sprachraum ist das nature writing eine eigene Textgattung. Im Zentrum der Geschichte stehend, übernimmt Russel im Roman die Funktion des Erzählers. Hierdurch und durch das Figuren-Tableau gelingt es William Giraldi, einen Thriller in der Country-Noir-Tradition von Daniel Woodrell zu schreiben. Giraldi schreibe „klar und bildmächtig“, stellt Knut Cordsen auf Deutschlandfunk Kultur fest und zitiert als Beispiel:  „Mit Schaufeln und Spitzhacken schlugen sie seitlich ein Grab in die Schneedämme. Die Erde ließ sich ohne die entsprechenden Gerätschaften unmöglich aufbrechen. Sie arbeiteten im Licht der Scheinwerfer, und der Schnee wirbelte durch die Strahlen wie Insekten im Sommer vor einer Lampe. Die Dunkelheit dahinter war mehr als nur Nacht, es war die bewusste Negation des Tages.“

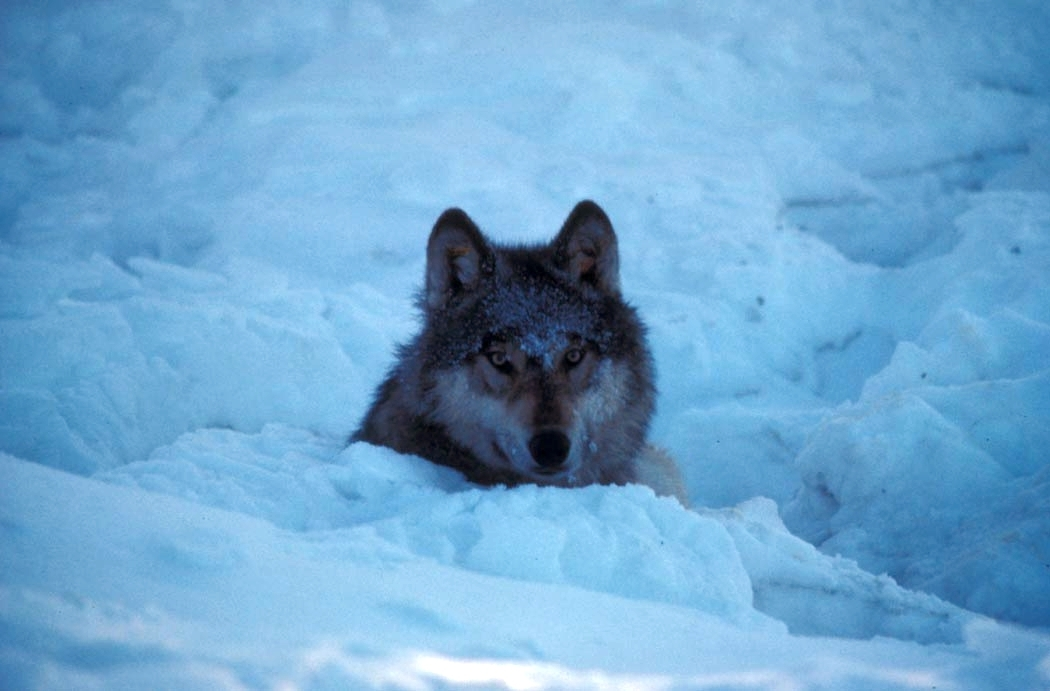
Ein Wolf in Alaska

Sylvia Staude von der Frankfurter Rundschau erkennt darin einen schlanken und sprachlich ungemein schnörkellosen Schreibstil, der die fühllose Natur Alaskas lediglich als Kulisse aufrufe, vor der der Mensch selbst sich einmal mehr als das schlimmste Raubtier zeige. Staude beschreibt Wolfsnächte als eine Blut-im-Schnee-Erzählung. Der Roman sei wie Fargo, nur ohne den lindernden Humor des Films.
Für Britta Langhoff handelt es sich bei Wolfsnächte nur auf den ersten Blick um ein Thriller, der von einem unerklärlichen Mord und einem geheimnisvollen Fluch erzählt. Auf den zweiten Blick sei das Buch mehr: „Es ist eine Saga über das Zusammenspiel von Natur und Zivilisation, die von Sand und Schnee erzählt, von Tier und Mensch, angesiedelt in einer Gegend, in der das Licht nur wenige Stunden das Dunkel des Winters durchbricht. In diesem Roman ist es weniger die Handlung, die Spannung erzeugt. Eher ist es umgekehrt. Die Spannung, die es braucht, um ein Gleichgewicht zwischen den Gegensätzen zu erzeugen, trägt die Handlung.“
Zum Aufgreifen des Wolfes als Motiv und der bewussten Gegenüberstellung von Mensch und Tier in seinem Roman erklärt Giraldi: „Wölfe sind unsere am meisten mythologisierten Tiere. Wir haben Monster aus ihnen gemacht, aber sie sind sehr würdevolle, sehr talentierte Räuber. Unsere Vorfahren lernten viel bei der Beobachtung der Rudel, und wir erkannten uns selbst in diesen Rudeln wieder. Dies könnte einer der Gründe gewesen sein, warum wir es für nötig befunden haben, sie auszurotten: Wir sind vom gleichen Impuls geleitet.“ Anderseits, so Giraldi, kämpften wir alle, die wir in dieser Welt aufgewachsen sind, mit unserem Erbe und versuchten die natürlichen Triebe in uns, die aus unserer tierischen Vergangenheit übrig geblieben sind, zu unterdrücken.

## Rezeption
Marcus Müntefering von Spiegel Online meint: „Mit Wolfsnächte ist William Giraldi ein hoch literarischer (und von Nicolai von Schweder-Schreiner ausgezeichnet übersetzter) Thriller gelungen, ein auf Eis gelegter Country Noir, der sich vor dem Hintergrund einer unbarmherzigen, mythischen Landschaft entspinnt, die zum eigentlichen Protagonisten der Geschichte wird, fast, als wäre sie selbst ein Lebewesen.“
Aufgrund der tief winterlichen Umgebung und der geschilderten Brutalität, mit der Menschen einander begegnen, wird der Stoff immer wieder nicht nur mit Fargo, sondern auch mit The Revenant – Der Rückkehrer verglichen und wegen der Ansiedlung der Geschichte in einer abgelegenen Gegend und der Einbettung düsterer Familiengeheimnisse mit Werken von Cormac McCarthy und Donald Ray Pollack. Knut Cordsen von Deutschlandradio Kultur meint, der Roman hätte auch Jack London, dem Autor von Wolfsblut und Der Seewolf, gefallen und begründet: „Giraldi schreibt klar und bildmächtig [...] Tatsächlich gelingt es ihm in seinem schmalen Roman, eine dämonische Düsternis zu evozieren. Längst nicht nur die eisige Polarnacht lässt einen hier frösteln.“

## Adaptionen
Im September 2015 wurde bekannt, dass Jeremy Saulnier die Regie für eine filmische Adaption des Romans übernommen hat. Saulnier, der mit Blue Ruin bereits einen streckenweise äußerst brutalen Film schuf, versuchte sich hierbei ein weiteres Mal an diesem Genre. Saulniers bisheriger Produzent und Darsteller Macon Blair verfasste das Drehbuch zum Film. In den USA wurde Wolfsnächte am 1. Juni 2018 in das Angebot von Netflix aufgenommen.